# Ryszard Barnert
Ryszard Waldemar Barnert (ur. 15 września 1927 w Wołominie pod Warszawą, zm. 29 lipca 2011 w Katowicach) – polski reżyser telewizyjny, dziennikarz, przedsiębiorca, żołnierz Szarych Szeregów

## Życiorys
Syn Franciszka i Ireny Pötz. W latach 1939–1944 w Warszawie jako żołnierz Szarych Szeregów wykonywał zwiady i naprawiał broń. 
Po zakończeniu II wojny światowej ukończył gimnazjum i liceum w Katowicach, oraz rozpoczął studia w Szkole Inżynierskiej w Szczecinie, które przerwał. Od lat '50 publikował w tygodniku "Panorama", był członkiem Amatorskiego Klubu Filmowego "Śląsk".  
Autor kilkuset publikacji w prasie polskiej i zagranicznej, ogniskującej wokół tematyki telewizji, motoryzacji, kina i filmu.  
Od roku 1957 do roku 1983 realizator, a po ukończeniu eksternistycznych studiów w Państwowej Wyższej Szkole Filmowej, Telewizyjnej i Teatralnej im. Leona Schillera w Łodzi reżyser w Telewizji Katowice. Jego najpopularniejsze programy to recitale z ówczesnymi gwiazdami: Anną German, Ewą Demarczyk, Urszulą Sipińską, Kaliną Jędrusik, Marylą Rodowicz, Czesławem Niemenem, Stanem Borysem, Andrzejem Dąbrowskim, Czerwonymi Gitarami, Skaldami, Alibabkami, Miki Nakasone, Dalidą, Karelem Gottem, Václavem Neckářem. Realizował również spektakle teatralne, festiwale, koncerty, imprezy sportowe, programy publicystyczne. Został pochowany na cmentarzu parafialnym, przy ul. Francuskiej w Katowicach.
Współtwórca Auto Klubu Dziennikarzy Polskich. W latach 1990–1996 organizator międzynarodowych targów motoryzacyjnych w Katowicach, Warszawie, Gdańsku, Poznaniu, Kielcach. W latach 1994–1996 współproducent repliki retro roadster'a Pirat, oferowanego w technologii kit car. 

## Odznaczenia
- Srebrny Krzyż Zasługi (1956)
- Złoty Krzyż Zasługi (1970)
- Medal Komisji Edukacji Narodowej (1980)
- Krzyż Kawalerski Orderu Odrodzenia Polski (1989)